# Wiener-Cup 1927-1928
La Wiener-Cup 1927-1928 è stata la 10ª edizione della coppa nazionale di calcio austriaca.

## Quarti di finale
| Squadra 1        | Risultato | Squadra 2     |
| ---------------- | --------- | ------------- |
| 24 marzo 1928    |           |               |
| Brigittenauer AC | 2 - 4     | Admira Vienna |
| 25 marzo 1928    |           |               |
| Floridsdorfer    | 3 - 1     | Wacker Wien   |
| Hakoah Vienna    | 0 - 4     | Wiener AC     |
| Hertha Wien      | 3 - 1     | Rapid Vienna  |

## Semifinale
| Squadra 1      | Risultato | Squadra 2     |
| -------------- | --------- | ------------- |
| 29 aprile 1928 |           |               |
| Hertha Wien    | 0 - 2     | Wiener AC     |
| Floridsdorfer  | 0 - 2     | Admira Vienna |

## Finale
| Squadra 1      | Risultato | Squadra 2 |
| -------------- | --------- | --------- |
| 19 maggio 1928 |           |           |
| Admira Vienna  | 2 - 1     | Wiener AC |